# Friedmanszky Zoltán
Friedmanszky Zoltán (Ormospuszta, 1934. október 22. – 2022. március 31.) magyar labdarúgó, edző.

## Pályafutása

### Klubcsapatban
Szülőhelyén kezdett focizni. Az esztergomi, majd a kiskunfélegyházi testnevelési gimnázium tanulója volt. Kiskunfélegyházán az NB II-es csapatban is szerephez jutott. 1957-ben a Testnevelési Főiskolán, testnevelő tanári diplomát szerzett. Ezután igazolta le a Ferencváros. A csapatba az ausztráliai túrán épült be. 
Kétszeres magyar bajnok, egyszeres MNK győztes. Tagja az 1965-ös VVK győztes csapatnak. Az élvonalban csak a Fradiban játszott, összesen 157 mérkőzésen (91 bajnoki, 61 nemzetközi, 5 hazai díjmérkőzés) és 76 gólt szerzett (36 bajnoki, 40 egyéb). Első, 1957-1958-as NB I-es szezonjában, holtversenyben, 16 góllal a bajnokság gólkirálya lett. 
Játékos-pályafutásának fiatalon, 30 éves korában, egészségi problémája miatt lett vége.

### Válogatottban
Tagja volt az 1958-as svédországi világbajnoki keretnek, de sérülés miatt nem lépett pályára. 1957 és 1959 között négyszeres B-válogatott és egy gól szerzője.

### Edzőként
1965-től a Ferencvárosnál kezdte edzői pályafutását. Először a serdülő csapatnál dolgozott, majd az ifjúsági csapatnál. 1971 és 1975 között Kubában, Matanzas tartományi válogatott edzője volt. 1977-től ismét itthon dolgozik: egy évet Szolnokon, majd két idényt a Ferencvárosnál vezetőedző. Összesen 133 mérkőzésen irányítja a csapatot. Egy bajnoki ezüst és egy hatodik hely a mérlege.
1957 és 1965 között Budaörsön testnevelő tanár, edző, a budai járás szakfelügyelője volt. 1965-től a Testnevelési Főiskola labdarúgó középfokú edzőképzés munkatársa, 1975 és 1977 között országos vezetője volt.

## Sikerei, díjai

### Játékosként
- Magyar bajnok (1962–1963, 1964)
- MNK győztes (1958)
- Magyar gólkirály (1957–1958), 16 gól, holtversenyben.
- VVK győztes (1964–1965), 3/4 (1962–1963).